# 사쿠라이 마사히로
사쿠라이 마사히로(桜井 政博, 1970년 8월 3일 ~ )는 《별의 커비》와 《대난투 스매시브라더스》 시리즈를 개발한 것으로 유명한 일본의 비디오 게임 감독, 게임 디자이너, 작가이다. 두 작품 외에도 2005년에는 《메테오스》의 디자인을 맡았고, 2012년에는 《신 광신화 파르테나의 거울》의 감독을 맡았다.
사쿠라이는 2005년에 소라를 창립해 그곳에서 소프트웨어 개발감독으로 재직 중에 있다. 또 《패미통》에 주간 칼럼을 연재하고 있으며 능수능란하면서도 충실한 게임 플레이로 인기를 얻고 있다. <별의 커비 64>와 <대난투 스매시브라더스>에서는 디디디 대왕의 성우를 맡기도 했다.